# Øvre Eiker
Øvre Eiker er en kommune i Buskerud fylke i Norge.
Den grænser til Kongsberg, Flesberg, Sigdal, Modum, Lier, Drammen og Holmestrand.
Den var en del af  Viken fylke som blev etableret 1. januar 2020, men opløst fra 1. januar 2024.

## Befolkning og geografi
Omtrent halvdelen af kommunens indbyggere bor i kommunecenteret Hokksund, mens resten i hovedsagen er bosat i Vestfossen, Skotselv, Ormåsen og Darbu. En indbygger kaldes eikværing, som også betegner dialekten i området.
Arealfordeling
Landbrug 12 %
Produktiv skov 64 %
Ferskvand 8 %
Andet areal 16 %
Højeste punkt er Myrhogget, 707 moh. I syd løber Eikernvassdraget, som domineres af de sammenhængende søer Eikern og Fiskumvannet. Størsteparten af Eikern ligger i Øvre Eiker, resten i Hof i Vestfold.

## Samfund

### Offentlige tjenester
Kommunen har seks børneskoler og tre ungdomsskoler, og er del af det interkommunale renovationssamarbejde i Drammensregionen. Sygehjemmet Eikertun har 93 pladser, inklusiv den specielle afdeling for lindrende behandling. Det privatejede rehabliteringscenter Hokksund Kurbad tager sig af patienter efter aftale med Helse Syd. Kommunen har fælles brandvæsen med Drammen, Krødsherad, Lier og Sigdal gennem det tværkommunale selskab, «Drammensregionens brannvesen IKS».

#### Kommunens skoler[6]
- Hokksund børneskole
- Ormåsen børneskole
- Darbu børneskole
- Røren skole
- Vestfossen børneskole
- Skotselv skole (1.-10.)
- Hokksund ungdomsskole
- Eiker videregående skole
- Buskerud Folkehøjskole

### Trafik
Sørlandsbanen og Bergensbanen deler sig i hver sin retning i Hokksund, og lokaltogene Oslo-Kongsberg stopper på tre stationer i kommunen. Timekspressens linjer 1 (Notodden-Oslo) og 10 (Vikersund-Oslo) stopper flere steder gennem kommunen. Der køres begrænset lokal bustrafik af Nettbuss.
Europavej 134 krydser tværs gennem kommunen fra øst til syd-vest og Rv35 går på langs fra nord til syd.

## Venskabskommuner
Ulricehamn i Sverige
Kerteminde i Danmark
Lempäälä i Finland

## Historie
juli 1885 blev Eiker kommune delt i Øvre Eiker og Nedre Eiker, som siden er blevet en del af Drammen kommune.

## Kultur
Kommunen har et aktivt kulturliv, med mange foreninger, teatergrupper, kor og korps.

### Seværdigheder
Fossesholm Herregård i Vestfossen er vel et besøg værd, i nærheten findes også Morten Viskums Vestfossen Kunstlaboratorium som høster god kritik for sine kunstudstillinger.
Ved Fiskumvannet i syd er et beskyttet fuglereservat med fuglekikkertårn. Der ligger også en af Norges mindste middelalderkirker, Fiskum gamle kirke.

### Religion
I kommunen udgør sognene Fiskum, Haug og Bakke Eiker prestegjeld, som er en del af Eiker provsti i Tunsberg bispedømme (Den norske Kirke). Mange pinsevenner og adventister holder også til i kommunen, og Human-Etisk Forbund har omkring 400 medlemmer.

## Kendte personer fra Øvre Eiker kommune
- Jonas Lie, digter († 1908)
- Christopher Hornsrud, norsk statsminister, Ap-politiker († 1960)
- Per Olaf Lundteigen, politiker
- Arne Nævra, naturfotograf